# Kingsman: A titkos szolgálat
A Kingsman: A titkos szolgálat (eredeti cím: Kingsman: The Secret Service) 2014-ben bemutatott amerikai-angol akció-kém-vígjáték, melynek rendezője és társproducere Matthew Vaughn. A forgatókönyvet Matthew Vaughn és Jane Goldman írta, a Dave Gibbons és Mark Millar által alkotott Kingsman című képregény-sorozat alapján. A főszereplők Colin Firth, Samuel L. Jackson, Mark Strong, Taron Egerton és Michael Caine. 
Az Amerikai Egyesült Államokban 2015. február 13-án mutatták be, Magyarországon egy nappal hamarabb szinkronizálva, február 12-én az InterCom Zrt. forgalmazásában. A film folytatása: Kingsman: Az aranykör, amit 2017-ben mutattak be.
A Kingsman: A titkos szolgálat 2014. december 13-án mutatkozott be az éves filmmaratonban, a Butt-Numb-A-Thon-on, és 2015. január 29-én jelent meg az Egyesült Királyság mozijaiban. 
A film általánosságban pozitív értékeléseket kapott a kritikusoktól, akik dicsérték a stilizált akciókat, a színészi teljesítményt, a zenét és a fekete humort, bár néhányan kritizálták az erőszakos és szexuális jeleneteket. A Metacritic oldalán a film értékelése 60% a 100-ból, ami 50 véleményen alapul. A Rotten Tomatoeson a Kingsman: A titkos szolgálat 74%-os minősítést kapott, 230 értékelés alapján. A film világszerte több mint 414 millió dolláros bevétellel zárt, ami a 81 millió dolláros költségvetésével szemben jó teljesítmény. A film 2015-ben elnyerte a legjobb brit filmnek járó Empire-díjat.
A film végigköveti Gary "Töki" Unwint, akit felvesznek egy titkos kémszervezethez, hogy a mentoruk, Harry és Merlin kiképezze őt. Töki csatlakozik egy küldetéshez, hogy megbirkózzon a gazdag és megalomániás Richmond Valentine-nal.

## Cselekmény
1997 nyarán egy próbaidős titkos ügynök, Lee Unwin feláldozza az életét, hogy megvédje  Harry Hartot (Colin Firth) egy közel-keleti misszióban. Hart, aki magát hibáztatja a történtekért, visszatér Londonba, hogy Lee megözvegyült feleségének, Michelle-nek és fiatal fiának, Garynek "Töki" (Taron Egerton) odaadja a vészhelyzeti segélyhívó számsort, ami egy medál hátulján található.
Tizenhét évvel később Töki, miután befejezi a különleges tengerészgyalogosok kiképzését a kiemelkedő intelligenciája és képességei ellenére, egy szokásos csavargóvá válik. Hamarosan letartóztatják egy autó ellopása miatt, ezért a kihallgatószobában Töki felhívja a számsort. Hart elrendezi a szabadon bocsátását. Hart elmondja a fiúnak, hogy ő tagja egy titkos hírszerző szolgálatnak, a Kingsmannek, amelyet gazdag britek alapítottak, akik elvesztették az örökségüket az I. világháború idején. A "Galahad" kódnevű Hart elmagyarázza, hogy rendelkezésre áll egy állás, mivel "Lancelot" ügynök meghalt; megölte egy Gazelle (Sofia Boutella) nevezetű gyilkos, miközben próbálta megmenteni James Arnold professzort (Mark Hamill) az emberrablóktól. Töki lesz Hart jelöltje. A további jelöltek már helyet foglalnak egy központban, melyet Merlin vezet (Mark Strong) és veszélyes edzésvizsgákon kell részt vennie mindenkinek, amin végül csak Töki és Roxy marad, akik időközben már összebarátkoztak. Töki nem tudja befejezni a végső tesztet – a kiképzési folyamat során a választott kutyáját nem tudja lelőni, ezért Roxy-t (Sophie Cookson) nevezik ki új "Lancelottá".
Eközben Merlin felfedezi, hogy Arnold professzor visszatér a munkájába, mintha semmi sem történt volna. Hart megpróbálja kikérdezni őt, de a professzor nyakába helyezett csip felrobban, és a professzor meghal. 
A detonációs jel az internetes milliárdos és filantróp Richmond Valentine (Samuel L. Jackson) tulajdonát képezi, aki a közelmúltban mindenki számára SIM kártyákat kínál világszerte, amik ingyenes mobiltelefon hívást és internetkapcsolatot biztosítanak. Hart és a milliárdos Valentine szemtől szembe találkoznak egymással. Hart megtudja, hogy Valentine kapcsolatba lépett egy csoporttal a kentucky-i egyházból, és készül odautazni, videós adó-vevőt tartalmazó szemüveget viselve. Töki nézi, amikor Valentine aktiválja a SIM-kártyákat a templomban, és ezzel olyan jelzést indít, amiben ellenőrizhetetlen erőszakot okoz, így mindenki megtámad mindenkit. Hart az elkövetett mészárlás egyetlen túlélője. Valentine megmagyarázza a történteket, azután fejbe lövi Hartot.
Töki visszatér a Kingsman központjába, és észreveszi, hogy a Kingsman vezetőjének, Chester "Arthur" King (Michael Caine) nyakán van egy heg, ugyanolyan, mint amilyen Arnold professzorén is volt. King bejelenti Valentine tervét; hogy világszerte műholdas hálózaton keresztül fogja továbbítani a "neurológiai hullámokat", és az emberi faj ebből eredendő "selejtezése" megakadályozza a teljes kihalást. Valentine csak azokat választotta ki, akik hajlandóak voltak SIM kártyát igényelni. King megpróbálja megmérgezni Tökit, de amikor nem figyel, a fiú cselesen kicseréli a két poharat a szemüvegének köszönhetően.
Töki, Merlin és Roxy készülnek megállítani Valentine-t. Roxy nagy légnyomású ballont használ, hogy elpusztítsa Valentine egyik műholdját, és hogy megtörje a hálózatot, de Valentine gyorsan biztosítja a cseréjét. Merlin és Töki elrepül Valentine bázisára, ahol az emberei tartózkodnak. Töki felfedezi az egyik sikertelen Kingsman gyakornokot, így mind Töki, mind Merlin sarokba szorul. Töki azt javasolja Merlinnek, hogy aktiválja a beültetett csipeket, ezzel megölnek mindenkit (a fejük felrobban). A dühös Valentine aktiválja a jelet, és egy világméretű pandemóniumot vált ki.

## Szereposztás
| Szerep                    | Színész           | Magyar hang        |
| ------------------------- | ----------------- | ------------------ |
| Harry Hart / Galahad      | Colin Firth       | Csankó Zoltán      |
| Merlin                    | Mark Strong       | Epres Attila       |
| Richmond Valentine        | Samuel L. Jackson | Vass Gábor         |
| Gary "Töki" Unwin         | Taron Egerton     | Fehér Tibor        |
| Chester King / Arthur     | Michael Caine     | Fodor Tamás        |
| Gazelle                   | Sofia Boutella    | Bogdányi Titanilla |
| James Arnold professzor   | Mark Hamill       | Harsányi Gábor     |
| Charles "Charlie" Hesketh | Edward Holcroft   | Czető Roland       |
| Roxanne Morton / Lancelot | Sophie Cookson    | Csuha Borbála      |
| Tilde hercegnő            | Hanna Alström     | Bartsch Kata       |

## Magyarul olvasható
- Kingsman. A titkos szolgálat; szöveg Mark Millar, társszerző Matthew Vaughn, rajz. Dave Gibbons, ford. Sepsi László; Fumax, Bp., 2020